# Sigüés
Sigüés – gmina w Hiszpanii, w prowincji Saragossa, w Aragonii, o powierzchni 101,77 km². W 2011 roku gmina liczyła 121 mieszkańców.